# Bremeria punctata
Bremeria punctata är en måreväxtart som först beskrevs av Emmanuel Drake del Castillo, och fick sitt nu gällande namn av Sylvain G. Razafimandimbison och Grecebio Jonathan D. Alejandro. Bremeria punctata ingår i släktet Bremeria och familjen måreväxter.
Artens utbredningsområde är Madagaskar. Inga underarter finns listade i Catalogue of Life.